# Telaranea wallichiana
Telaranea wallichiana är en bladmossart som först beskrevs av Carl Moritz Gottsche, och fick sitt nu gällande namn av Rudolf Mathias Schuster. Telaranea wallichiana ingår i släktet Telaranea och familjen Lepidoziaceae. Inga underarter finns listade i Catalogue of Life.